# تشكيلة العام من الكاف
فريق العام من الاتحاد الأفريقي لكرة القدم هي جائزة كرة قدم سنوية تمنح من قبل الاتحاد الأفريقي لكرة القدم.
في عام 2007 ، لم يختار الاتحاد الإفريقي فريق العام، بل اختار أفضل عشرة لاعبين خلال الخمسين سنة الماضية. وكان اللاعبون العشرة هم محمود الخطيب وحسام حسن من مصر، وروجيه ميلا، وصامويل إيتو من الكاميرون، وعبيدي بيليه من غانا، وكالوشا بواليا من زامبيا، وجورج ويا من ليبيريا، ورابح ماجر من الجزائر، وديدييه دروغبا من ساحل العاج، ونوانكو كانو من نيجيريا.

## 2005
| الحارس     | الدفاع                                           | الوسط                                              | الهجوم                    |
| ---------- | ------------------------------------------------ | -------------------------------------------------- | ------------------------- |
| توني سيلفا | حاتم الطرابلسي جوزيف يوبو كولو توريه جيمي تراوري | ديديه زوكورا مايكل إيسيان جون أوبي ميكل محمد بركات | صامويل إيتو ديدييه دروغبا |

المصدر:

## 2006
| الحارس      | الدفاع                                        | الوسط                                                | الهجوم                    |
| ----------- | --------------------------------------------- | ---------------------------------------------------- | ------------------------- |
| عصام الحضري | إيمانويل إيبوي وائل جمعة كولو توريه تاي تايوو | ديديه زوكورا مايكل إيسيان محمدو ديارا محمد أبو تريكة | صامويل إيتو ديدييه دروغبا |

المصدر:

## 2008
| الحارس        | الدفاع                                    | الوسط                                               | الهجوم                        |
| ------------- | ----------------------------------------- | --------------------------------------------------- | ----------------------------- |
| كارلوس كاميني | جون مينساه وائل جمعة جوزيف يوبو تاي تايوو | يحيى توريه مايكل إيسيان سولي مونتاري محمد أبو تريكة | صامويل إيتو إيمانويل أديبايور |

المصدر:

## 2009
| الحارس        | الدفاع                                     | الوسط                             | الهجوم                                 |
| ------------- | ------------------------------------------ | --------------------------------- | -------------------------------------- |
| روبرت كيديابا | جون بنتسيل وائل جمعة أليكس سونغ نذير بلحاج | يحيى توريه مايكل إيسيان سيدو كيتا | صامويل إيتو ديدييه دروغبا تريسور مبوتو |

المصدر:

## 2010
| الحارس        | الدفاع                                      | الوسط                                  | الهجوم                                 |
| ------------- | ------------------------------------------- | -------------------------------------- | -------------------------------------- |
| فينسنت إنياما | أحمد المحمدي وائل جمعة مجيد بوقرة تاي تايوو | أحمد حسن كيفن برينس بواتينغ أندريه آيو | صامويل إيتو ديدييه دروغبا أسامواه جيان |

المصدر:

## 2011
| الحارس    | الدفاع                                          | الوسط                                              | الهجوم              |
| --------- | ----------------------------------------------- | -------------------------------------------------- | ------------------- |
| سمير عبود | هاريسون أفول بانانا يايا أيوب الخالقي تاي تايوو | يحيى توريه سيدو كيتا كيفن برينس بواتينغ أندريه آيو | صامويل إيتو موسى سو |

المصدر:

## 2012
| الحارس      | الدفاع                                           | الوسط                                            | الهجوم                         |
| ----------- | ------------------------------------------------ | ------------------------------------------------ | ------------------------------ |
| لوتونو ديلي | أحمد الباشا وليد الهيشري ستوبيلا سونزو أحمد فتحي | محمد أبو تريكة يحيى توريه أليكس سونغ يونس بلهندة | ديدييه دروغبا كريستوفر كاتونغو |

المصدر:

## 2013
| الحارس        | الدفاع                                 | الوسط                                                    | الهجوم                                               |
| ------------- | -------------------------------------- | -------------------------------------------------------- | ---------------------------------------------------- |
| فينسنت إنياما | أحمد فتحي المهدي بن عطية كيفن كونستانت | جوناثان بيترويبا جون أوبي ميكل يحيى توريه محمد أبو تريكة | إيمانويل إمينيكي أسامواه جيان بيير إيميريك أوباميانغ |

المصدر:

## 2014
| الحارس        | الدفاع                                                 | الوسط                                       | الهجوم                                                       |
| ------------- | ------------------------------------------------------ | ------------------------------------------- | ------------------------------------------------------------ |
| فينسنت إنياما | جيان كاسوسولا المهدي بن عطية ستيفان مبيا كوادو أسامواه | يحيى توريه ياسين إبراهيمي فخر الدين بن يوسف | بيير إيميريك أوباميانغ أسامواه جيان أحمد موسى (لاعب كرة قدم) |

المصدر:

## 2015
| الحارس        | الدفاع                                     | الوسط                                           | الهجوم                                            |
| ------------- | ------------------------------------------ | ----------------------------------------------- | ------------------------------------------------- |
| روبرت كيديابا | سيرج أورييه المهدي بن عطية محمد ربيع مفتاح | يحيى توريه ياسين إبراهيمي ساديو ماني أندريه آيو | بيير إيميريك أوباميانغ مبوانا ساماتا بغداد بونجاح |

الاحتياط
| اللاعب           |
| ---------------- |
| دجيجي ديارا      |
| ازوبيكي اوكونشكو |
| كيليتشي نواكالي  |
| زين الدين فرحات  |
| أداما تراوري     |
| فيكتور أوسيمين   |
| كيرميت إيراسموس  |

المصدر:

## 2016
| الحارس         | الدفاع                                               | الوسط                                 | الهجوم                                      |
| -------------- | ---------------------------------------------------- | ------------------------------------- | ------------------------------------------- |
| دينيس أونيانجو | سيرج أورييه أيمن عبد النور إريك بايلي جويسي لوماليسا | خاما بيليات رينفورد كالابا كيجان دولي | بيير إيميريك أوباميانغ ساديو ماني رياض محرز |

الاحتياط
| اللاعب            |
| ----------------- |
| أيمن المثلوثي     |
| خاليدو كوليبالي   |
| ساليف كوليبالي    |
| إسلام سليماني     |
| محمد صلاح         |
| كيليتشي إيهيناتشو |
| أليكس إيووبي      |

المصدر:

## 2017
| الحارس        | الدفاع                         | الوسط                                            | الهجوم                                |
| ------------- | ------------------------------ | ------------------------------------------------ | ------------------------------------- |
| أيمن المثلوثي | أحمد فتحي إريك بايلي علي معلول | محمد أوناجم كريم الأحمدي جونيور أجاي أشرف بنشرقي | خالد بوطيب طه ياسين الخنيسي محمد صلاح |

المصدر:

## 2018
| الحارس         | الدفاع                                                | الوسط                           | الهجوم                                      |
| -------------- | ----------------------------------------------------- | ------------------------------- | ------------------------------------------- |
| دينيس أونيانجو | سيرج أورييه خاليدو كوليبالي إريك بايلي المهدي بن عطية | نابي كيتا توماس بارتي رياض محرز | ساديو ماني بيير إيميريك أوباميانغ محمد صلاح |

المصدر:

## 2019
| الحارس        | الدفاع                                            | الوسط                         | الهجوم                                      |
| ------------- | ------------------------------------------------- | ----------------------------- | ------------------------------------------- |
| أندريه أونانا | سيرج أورييه جويل ماتيب خاليدو كوليبالي أشرف حكيمي | إدريسا غي رياض محرز حكيم زياش | محمد صلاح بيير إيميريك أوباميانغ ساديو ماني |

المصدر: